# Notre-Dame-de-Cougnes

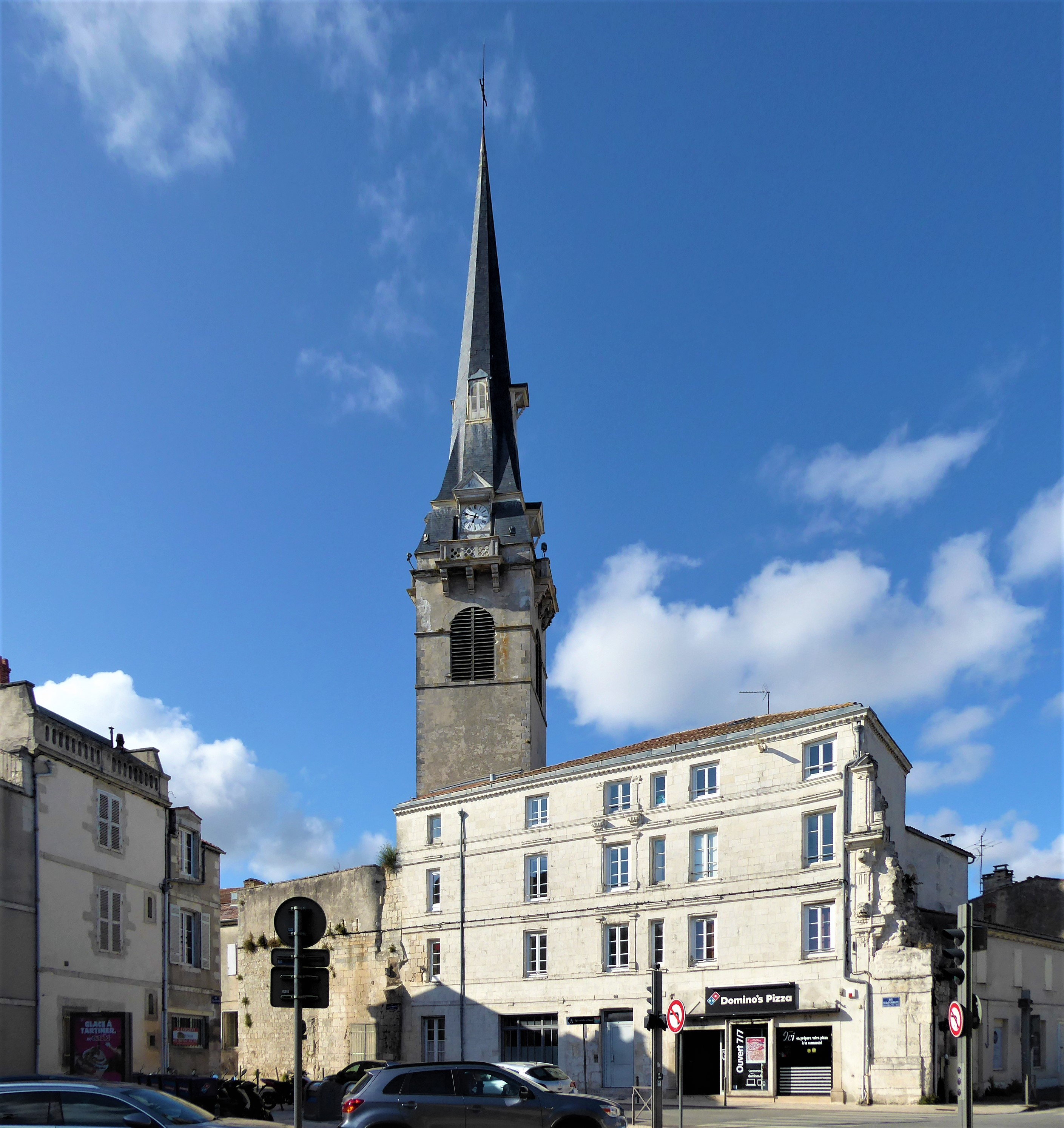
Notre-Dame-de-Cougnes, Blick zum Turm

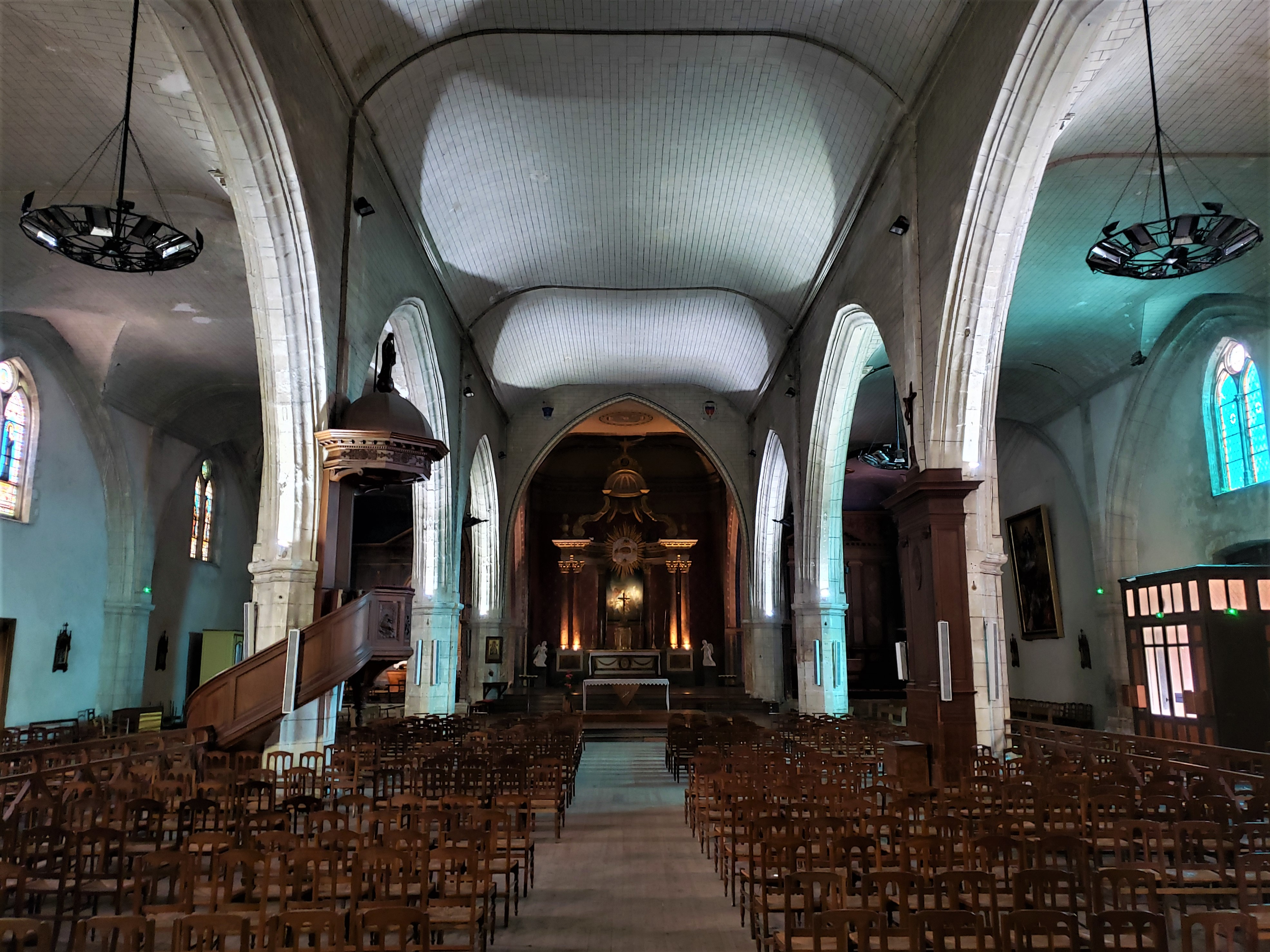
Inneres Richtung Chor

Notre-Dame-de-Cougnes ist eine römisch-katholische Pfarrkirche in  La Rochelle im Département Charente-Maritime (Region Nouvelle-Aquitaine). Die Kirche ist eingetragen im Verzeichnis des architektonischen Erbes Frankreichs. Das Gotteshaus besitzt keine Schaufassade zur Straße, sondern ist in weiten Teilen mit Wohnhäusern umbaut, der Turm ist im flachen nördlichen Vorland von La Rochelle jedoch eine weithin sichtbare Landmarke.

## Geschichte
Die Pfarrkirche geht im Kern auf das 12. Jahrhundert zurück und wurde zum ersten Mal im Jahr 1152 als Besitz des Benediktinerpriorats auf der Insel Île-d’Aix erwähnt. Das Gotteshaus war die Mutterpfarrkirche von La Rochelle, von hier aus wurden die späteren Pfarreien abgepfarrt. Im 16. Jahrhundert wurde an der Kirche die Reformation eingeführt, als La Rochelle eine evangelisch-reformierte Stadt wurde. Im Zuge der Hugenottenkriege und der Belagerung der Stadt wurde die Kirche 1586 schwer beschädigt. Der Glockenturm stürzte 1573 ein. Der Wiederaufbau der Kirche in gotischen Formen unter Einbeziehung erhaltener mittelalterlicher Teile erfolgte zwischen 1653 und 1665. 1715 wurde das Langhaus um zwei Joche erweitert und das Portal angefügt. Nach der Französischen Revolution diente die Pfarrkirche zunächst als Stall, bevor sie ab 1802 wieder ihrer Bestimmung zugeführt wurde. Zwischen 1954 und 1856 wurde der Glockenturm erhöht und zum Ende des 19. Jahrhunderts die Kapelle Sacré-Coeur errichtet.
Ab 2012 diente die Kirche für drei Staffeln der Fernsehserie Dein Wille geschehe als Drehort für die Innenaufnahmen der Kirche des fiktiven Priesterseminars.

## Orgeln

### Hauptorgel

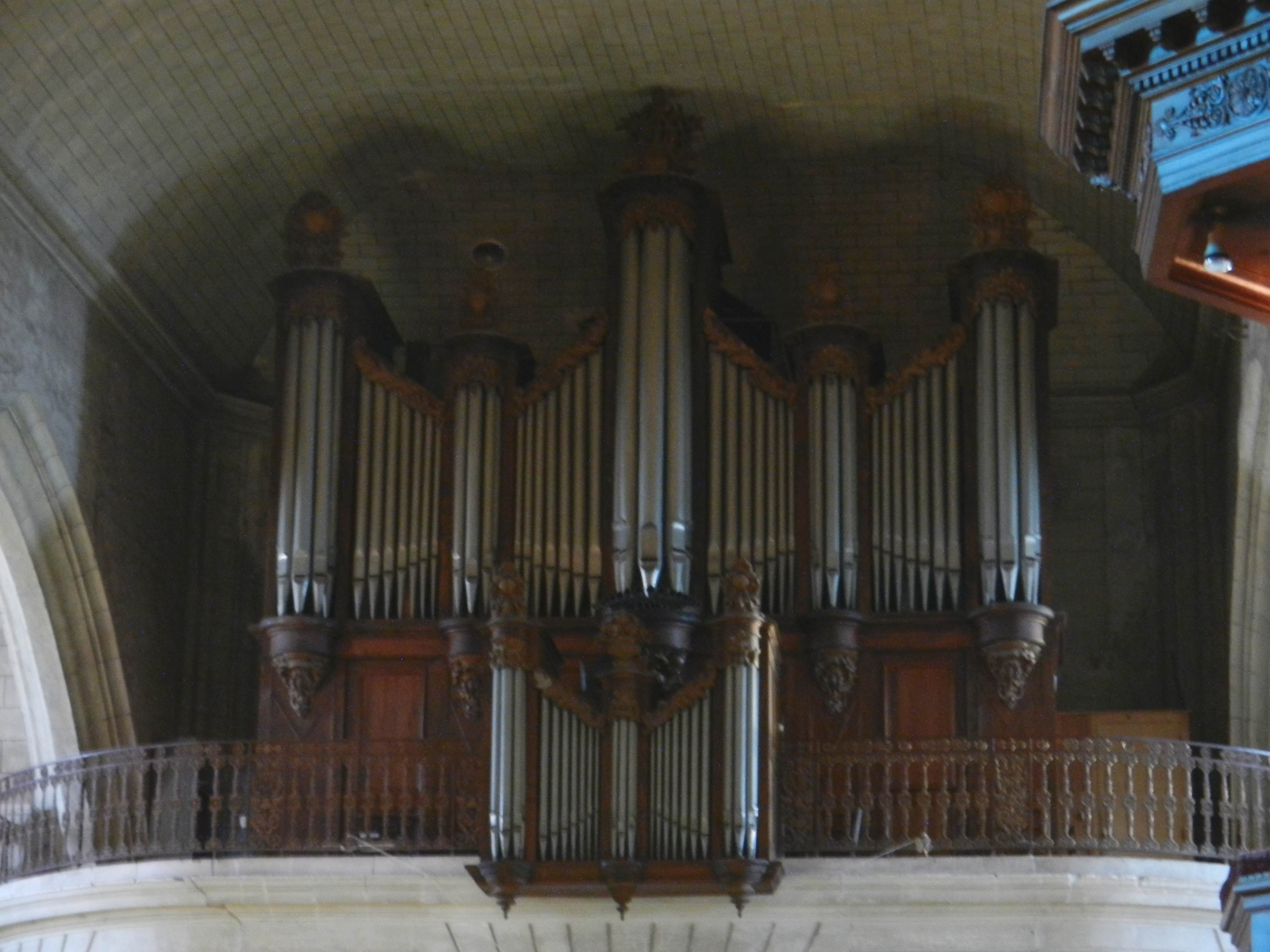
Orgel

Die Große Orgel wurde von 1850 von dem Orgelbauer Trouillet aus Bordeaux mit 26 Registern erbaut. Das Instrument wurde 1965–1966 durch Robert et Jean-Loup Boisseau (Poitiers) erweitert und verändert. Es hat heute 35 Register auf drei Manualen und Pedal und verfügt über  2351 Pfeifen. Die Trakturen sind mechanisch. Die Disposition lautet wie folgt:
| I Positiv C–f3 |             |        |
| 1.             | Bourdon     | 8′     |
| 2.             | Montre      | 8′     |
| 3.             | Montre      | 4′     |
| 4.             | Nazard      | 2 ⁄3′  |
| 5.             | Doublette   | 2′     |
| 6.             | Larigot     | 1 ⁄3′  |
| 7.             | Quinte      | 1 3⁄5′ |
| 8.             | Plein-jeu V |        |
| 9.             | Cromorne    | 8′     |

| II Grand-Orque C–f3 |                     |        |
| 10.                 | Bourdon             | 16′    |
| 11.                 | Montre              | 8′     |
| 12.                 | Bourdon             | 8′     |
| 13.                 | Prestant            | 4′     |
| 14.                 | Grosse tierce       | 3 5⁄3′ |
| 15.                 | Tierce et Nasard    |        |
| 16.                 | Doublette           | 2′     |
| 17.                 | Fourniture III      |        |
| 18.                 | Cymbale IV          |        |
| 19.                 | Trompette           | 8′     |
| 20.                 | Clairon             | 4′     |
| 21.                 | Trompette impériale | 8′     |

| III Récit C–f3 |                 |    |
| 22.            | Flûte conique   | 8′ |
| 23.            | Unda Maris      | 8′ |
| 24.            | Flûte           | 4′ |
| 25.            | Sesquialtera II |    |
| 26.            | Quarte          |    |
| 27.            | Sifflet         | 1′ |
| 28.            | Musette         | 8′ |
| 29.            | Hautbois        | 8′ |

| Pédale C–f1 |           |     |
| 30.         | Soubasse  | 16′ |
| 31.         | Flûte     | 16′ |
| 32.         | Flûte     | 4′  |
| 33.         | Bombarde  | 16′ |
| 34.         | Trompette | 8′  |
| 35.         | Clairon   | 4′  |

### Chororgel
Die Chororgel ist eine Kabinettorgel aus dem 19. Jahrhundert.